# Генетика
Генетика е клон на биологията и медицината, който изучава гените, съставляващи ДНК при всички организми, тяхната променливост и ролята им в наследствеността.
Макар че наследствеността като характерни черти е наблюдавана и преди, чешкият отец и учен биолог Грегор Мендел, работил през XIX век в Бърно, е първият биолог, който изучава наследствеността научно и систематично, като така поставя началото на генетиката. Той изучава наследствеността на определени характеристики, които са проследими от родителите към потомството, като прави своите наблюдения нагледно върху растителните видове (тоест неговите изследвания са основно в рамките на ботаниката).
Думата „генетика“ (от гръцки език γεννεῖν, (inf.), γεννώ , gennó, гл. – раждам, отглеждам, виж още за значението на думата в статията за ген) за пръв път е използвана за описване на изследването на наследяването и на науката за изменчивостта от великобританския учен Уилям Бейтсън в лично писмо до Адам Седжуик, датиращо от 18 април 1905 г. Уилям Бейтсън превежда научните работи на Грегор Мендел на английски .
Човекът започва да прилага генетиката в земеделието в действителност още в епохите, изучавани от древната история, при култивирането и посевите, засаждането на растения, а също и размножаването на животни.
При модерните изследвания генетиката осигурява важни инструменти за изследването на областта на функциите на отделните гени и др. (медицинска генетика), с цел генно модифициране, подобряване, особено при растителните видове (например чрез използването на спринцовки при домати), но и възможното медицинско фармацевтично генно модифициране и подобряване, също така се изучават генните причини за много сериозни заболявания като синдром на Даун, които се дължат на грешки във веригите на ДНК.
В организмите генетичната информация е разположена основно в хромозомите под формата на ДНК секвенции или отрязъци от цялата молекула на ДНК.
При еволюцията на видовете се усложнява типът на кодиране на ДНК.
Гените съдържат информация, необходима за синтезирането на аминокиселинни последователности до цели протеини, което играе важна роля в определянето на крайния фенотип на организма. В диплоидните организми доминантните алели в хромозомите налагат свойствата си върху рецесивните алели. Изразът „кодирам“ служи, за да обозначи, че гените съдържат инструкции как да произведат определен протеин, като в израза „гените кодират протеини“. Концепцията „един ген – един протеин“ е много опростена. Например един-единствен ген може да произведе множество продукти в зависимост от това, как е регулирана ДНК-транскрипцията. Гените кодират нуклеотидни секвенции в иРНК, тРНК и рРНК, необходими за синтезата на белтъците.
Генетичните взаимодействия между ДНК-то на двамата родителя се изследват с цел избягване на някои заболявания (репродуктивна медицина).
- Генетика на Мендел
- Рекомбинацията на различните гени на родителите води до различни фенотипи